# Sergio Romero Sánchez
Sergio Romero Sánchez (Guadalajara, Jalisco, México) es un futbolista mexicano retirado que jugaba en la posición de mediocampista. Surgió de las fuerzas básicas del Club Deportivo Guadalajara y participó en los XV Juegos Centroamericanos y del Caribe con la Selección de fútbol de México.
Debutó con el Club Deportivo Guadalajara el sábado 30 de agosto de 1986 en un juego Tampico Madero - Guadalajara, entrando de cambio al minuto 30 del primer tiempo en sustitución de José Manuel López. En esa temporada sólo jugó dos partidos entrando de cambio, actuó 91 minutos en total, el segundo partido fue contra Leones Negros.
Para la temporada 1987-88 pasa al Tapatío de la Segunda División "Referencesorichrdyceso y nciasrencias

## ciasRefencias
1. ↑  Fecha: 30-noviembre-1985, Titulo:El Informador, Pais: México, Página: 22
2. ↑  Fecha: 08-diciembre-1986, Titulo:El Informador, Pais: México, Página: 58
3. ↑  «Perfil de Sergio Romero en mediotiempo.com». Archivado desde el original el 19 de abril de 2015. Consultado el 18 de abril de 2015.

- Datos: Q19950619